# Route départementale 315 (Alpes-de-Haute-Provence)
Pour les articles homonymes, voir Route départementale 315.
La route départementale 315, abrégée en RD 315 ou D 315, est une des Routes des Alpes-de-Haute-Provence, qui relie Gréoux-les-Bains à Esparron-de-Verdon.

## Tracé de Gréoux-les-Bains à Esparron-de-Verdon
- Gréoux-les-Bains
- Esparron-de-Verdon